# WIND (倖田來未單曲)
『WIND』為2006年2月15日發行的日本歌手倖田來未第29th單曲。
12週單曲連發第11彈・5萬張完全限定生產作品。單曲封面主題義大利。

## 解說
- 杜林冬季奧林匹克運動會的轉播電視台富士電視台的中繼主題曲。封面以奧運主辦地義大利為拍攝地，穿著為義大利的民俗服飾。

- 另外在奧運會活動期間，有許多的發行作品的發行日期進行了調整，像是同為avex的歌手濱崎步的單曲『Startin'/Born To Be...』也是其他電視台的奧運主題曲。

## 發行版本
- CD ONLY

## 曲目
1. WIND
作詞・曲 / 森元康介
2. WIND (Instrumental)'

## 資料來源
日本維基 WIND (倖田來未の曲) （页面存档备份，存于）